# Alfredo Campoli
Alfredo Campoli (Rome, 20 oktober 1906 – Princes Risborough, 27 maart 1991) was een in Italië geboren Brits violist.

## Levensloop
De vader van Campoli was dirigent van de Accademia Nazionale di Santa Cecilia en was zijn eerste leraar. Zijn moeder was een operasopraan. Het gezin verhuisde naar het Verenigd Koninkrijk in 1911.
Vanaf 1916 trad Alfredo op in concerten. In 1919 nam hij deel aan het London Music Festival en won de gouden medaille voor zijn interpretatie van Mendelssohns vioolconcerto. In 1923 gaf een recital in Wigmore Hall het beginsein voor zijn professionele carrière. Hij maakte vervolgens tournees met zangers zoals de Dames Nellie Melba en Clara Butt.
Tijdens de depressiejaren, toen er vanwege de symfonieorkesten minder vraag was naar solisten, stichtte Campoli een eigen Salon Orchestra en The Welbeck Light Quartet, waarmee hij optrad in Londense hotels en restaurants. In 1938 trad hij op tijdens de Prom-concerten. Gedurende de Tweede Wereldoorlog trad hij uitgebreid op voor de geallieerde troepen in Europa, Zuidoost-Azië, Nieuw-Zeeland en Australië. Hij werkte ook voor de BBC en verwezenlijkte meer dan duizend radio-uitzendingen.
Vanaf 1945 hernam hij zijn activiteiten binnen de klassieke muziek. In 1953 debuteerde hij in de Verenigde Staten als solist bij de New York Philharmonic, met wie hij de Symphonie espagnole van Édouard Lalo speelde. In 1955 gaf hij de wereldpremière van het vioolconcerto dat Sir Arthur Bliss voor hem had gecomponeerd. In 1956 maakte hij twee tournees doorheen de Sovjet-Unie.
Campoli was de eigenaar van twee Stradivarius-violen: de Baillot-Pommerau uit 1694 en de Dragonetti uit 1700. Hij speelde het meest op zijn Roccaviool uit 1843, terwijl de historische violen in bankkluizen werden bewaard.
Campoli liet een aanzienlijke reeks opnamen na met werken van Edward Elgar, Antonio Vivaldi (De vier jaargetijden), Ludwig van Beethoven, Mozart, Johannes Brahms enz.
Campoli was een fervent bridgespeler en overleed net voor hij aan een partij zou beginnen. Hij woonde in North Street 39 Thame (Oxfordshire), waar in 2011 een gedenkplaat op zijn woning werd aangebracht. Zijn archieven werden gedeponeerd in de Cambridge University Library.

## Voetnoten
1. ↑  New York Times obit, 30 March 1991
2. ↑  Alfredo Campoli & Peter Katin spelen Mozart, Beethoven & Brahms . Gearchiveerd op 17 augustus 2019.
3. ↑  Oxfordshire Blue Plaques

- Bibliothèque nationale de France: cb13926814w (data)
- CiNii: DA13495165
- Gemeinsame Normdatei: 12271766X
- International Standard Name Identifier: 0000 0000 8356 2113
- Library of Congress Control Number: n82020530
- Nationale Bibliotheek van Letland: 000306285
- MusicBrainz: af56bbbf-58da-4105-a4df-24b9dc9d9d58
- Nationale Bibliotheek van Israël: 987012239473505171
- Système universitaire de documentation: 250661128
- Virtual International Authority File: 10035894
- WorldCat: E39PBJtXb9dkd9VJHBcyjMFqcP